# Монте (Муртоза)
Монте (порт. Monte; МФА: [ˈmõ.tɨ]) — парафія в Португалії, у муніципалітеті Муртоза. Розташована в західній частині країни, на теренах історичної португальської провінції Бейра. Входить до складу округу Авейру. За адміністративним поділом, чинним до 1976 року, терени парафії були складовою провінції Берегова Бейра. Належить до Авейрівської діоцезії Католицької церкви. Патрон — святий Антоній. Площа — 2,2857 км². Населення — 1459 ос. (2011). Середньо урбанізований регіон. Густота населення — 638,32 осіб/км²
. Код — 011202.

## Населення
| 1940  | 1950  | 1960  | 1970  | 1981  | 1991  | 2001  | 2011  |
| 2.058 | 1.831 | 1.627 | 1.625 | 1.484 | 1.364 | 1.116 | 1.459 |